# Ànguelos Sikelianós
Ànguelos Sikelianós (en grec Άγγελος Σικελιανός) (Lèucada, 28 de març de 1884 - Atenes, 19 de juny de 1951) fou un poeta i dramaturg grec, un dels més importants poetes lírics del segle xx a Grècia. Es centrava en la història nacional, el simbolisme religiós i en l'harmonia universal en poemes. Fou el primer poeta grec del segle XX proposat com candidat al Premi Nobel de Literatura.

## Biografia
Sikelianós va néixer a Lèucada, on va viure de petit. El 1900 ingressà a l'Escola de Lleis d'Atenes, però no s'hi va graduar. Els anys següents va viatjar arreu i va comprometre's a la poesia. El 1907 es casà amb Eva Palmer, d'origen estatunidenc, qui aleshores era estudiant d'arqueologia a París. Es casaren als Estats Units i es traslladaren a Atenes el 1908. Durant aquest període de la seva vida, Sikelianós entrà en contacte amb els intel·lectuals grecs, i el 1909 publicà el seu primer poemari: Alafroiskiotos, amb el qual causà un impacte immediat i fou reconegut pels crítics.
També es feu amic del seu col·lega escriptor Nikos Kazantzakis, i el 1914 tots dos van romandre quaranta dies al mont Atos, visitant els famosos monestirs de la muntanya. L'any següent s'embarcaren en un pelegrinatge a través de Grècia. Tots dos escriptors eren molt semblants, però també diferents en les respectives perspectives de la vida. Sikelianós fou un home de món, optimista, i amb una fe inamovible en les seves capacitats com a escriptor. Kazantzakis, per contra, era taciturn i amb tendència a recloure's, sempre dubitatiu, i tenia, com ell mateix admetia, una tendència a enfocar la calavera rere la cara. Plegats, però, compartiren la preocupació mútua d'intentar refinar i elevar l'esperit humà a través d'exercicis artístics.
El maig de 1927, amb el suport de la seva dona, Sikelianós celebrà el Festival de Delfos com a part del seu esforç envers el renaixement de la «Idea Dèlfica». Sikelianós creia que els principis que havien modelat la civilització clàssica, si eren reexaminats, podrien oferir independència espiritual i servir com a mitjans de comunicació entre persones.
L'esdeveniment consistí en concursos olímpics, un concert de música bizantina, una exhibició d'art folklòric així com una representació de Prometeu encadenat. Tingué prou èxit tot i la manca d'assistència de representants de l'Estat, i es repetí l'any següent. L'esdeveniment fou després abandonat permanentment a causa de les despeses excessives d'organització. En honor de la memòria d'Ànguelos i d'Eva Sikelianós, el Centre Cultural Europeu de Delfos comprà i restaurà llur casa a Delfos, que és avui un Museu de Festivals Dèlfics.
Eva Palmer va deixar-lo per anar als Estats Units, i Sikelianós es casà amb Anna Karamani.
Durant l'ocupació alemanya, esdevingué una font d'inspiració per al poble grec, sobretot gràcies al poema-discurs que recità al festival del bard Kostis Palamas. Fou ell qui va compondre la carta que dirigí l'arquebisbe Damaskinos per salvar les vides dels jueus grecs apel·lant directament als alemanys. La carta fou signada per destacats ciutadans grecs en defensa dels jueus que estaven sent perseguits. No hi ha cap document igual de protesta contra els nazis durant la Segona Guerra Mundial que hagi sortit a la llum a qualsevol altre país d'Europa.
El 1949 fou candidat al Premi Nobel de Literatura. Morí, però, tràgicament en un accident a Atenes quan s'equivocà de medicament el 1951.